# Glyphesis nemoralis
Glyphesis nemoralis är en spindelart som beskrevs av Sergei L. Esyunin och Viktor E. Efimik 1994. Glyphesis nemoralis ingår i släktet Glyphesis och familjen täckvävarspindlar. Inga underarter finns listade i Catalogue of Life.